# Istoria democrației

Țările evidențiate în albastru sunt desemnate "democrații electorale" într-un raport al Freedom House din 2013

În secolul XX cuvântul „democrație” a ajuns să fie unul din cele mai populare cuvinte ale tuturor popoarelor și politicienilor întregii lumi. Astăzi nu este nici o mișcare politică importantă care nu ar pretinde înfăptuirea democrației, sau care nu ar folosi acest termen în realizarea scopurilor sale foarte îndepărtate de democrație. Ce înseamnă însă democrație și în ce constă popularitatea ei atât de mare? 
Winston Churchill spunea: „nimeni nu pretinde că democrația ar fi perfectă sau atotștiutoare. Într-adevăr, s-a spus că democrația este cea mai rea formă de guvernământ cu excepția tuturor formelor încercate de-a lungul timpului”. Definiția lui Churchill nu este singură din acest punct de vedere. Giovani Sartori a scris în mod amuzant că: „ Democrația este numele pompos a ceva care nu exista” iar ex-președintele brazilian Jose Sarney a afirmat tot în glumă că „Democrația este sistemul care îți permite să îți faci valizele”.
Actualmente cuvântul democrație are câteva înțelesuri. Primul lui înțeles este legat de proveniența etimologică a acestui termen. „Democrația” din limbă greacă antică se poate traduce prin „puterea poporului”, sau folosind formularea președintelui american Abraham Lincoln a acestui termen „conducerea  poporului, alegerea poporului și pentru popor”. Pornind de la interpretarea etimologică a democrației este și a două interpretare a lui mult mai largă: „formă de organizare a oricărei organizații, bazată pe participarea egală a fiecărui membru în conducerea și primirea deciziilor în bază votului majorității”. În acest sens, se vorbește despre partidele politice, sindicate, întreprinderi și chiar democrația familială. În sens larg democrația poate exista oriunde, acolo unde este organizare, putere și conducere. 
De interpretarea etimologică a democrației sunt legate și următoarele înțelesuri. Al treilea înțeles analizează democrația că bazată pe un sistem de valori bine determinat: „idealul organizării societății în corespundere cu concepțiile ei despre lume”. În șirul din care este compus sistemul de valori ideal intră: libertatea, egalitatea, drepturile omului, suveranitatea poporului și altele. Al patrulea înțeles al democrației este: „mișcările sociale și politice pentru puterea poporului, realizarea țelurilor și idealurilor democratice”. Această mișcare a apărut în Europa sub steagul luptei cu absolutismul, pentru eliberarea și egalitatea drepturilor celei de-a treia pături sociale, în mersul istoriei mărindu-se diapazonul scopurilor și participanților la aceste mișcări. Mișcările democratice contemporane sunt foarte diferite, acestea fiind social-democrate, creștin-democrate, liberale etc. 

## Democrația antică și medievală
Democrația înnăscută  - Formele democratice de organizare își au rădăcinile încă din perioadă prestatală. Ele iau ființă odată cu apariția omului. Unii savanți etnografi susțin că democrația este unul din factorii principali ai antropogenezei, a apariției omului în general, deoarece ea a stimulat dezvoltarea comunicării între indivizi, autodenumirea și libera gândire. Cercetările antropologice mărturisesc că formele nedemocratice de organizare bazate pe ierarhia strictă și supunere asemănătoare cu furnicarul sau roiul de albine au dus în impas dezvoltarea strămoșilor noștri. 
Prin formele de naștere ale democrației au trecut toate popoarele. Un exemplu tipic este organizarea conducerii la triburile indigene irohene de pe teritoriul continentului American. Toți bărbații și femeile mature ale acestui neam, aveau dreptul egal de vot în alegerile și schimbarea conducătorilor, luarea hotărârii de pace sau război, primirea în trib a străinilor etc. Ginta a avansat în legăturile democratice cu organizații mult mai democrate ca uniunea fraternitatii” adică prietenia câtorva triburi foarte apropiate din punct de vedere teritorial, care pentru păstrarea autonomiei aveau sfatul suprem comun” că organ suprem al puterii. Cîteva frații formau ginta. Ea era condusă de sfatul gintei care era compus din căpeteniile triburilor. Adunările sfatului se desfășurau deschis, cu participarea oricărui membru al gintei care însă la aceste ședințe nu aveau drept de vot. Hotărârile la aceste adunări de obicei se luau pe bază principiului de acord comun. La început doar în câteva ginte, dar mai târziu în majoritatea existau conducători aleși democratic din rândurile șefilor de trib, dar puterea lor era limitată. Unele ginte încheiau chiar diferite pacte între ele. 
Forme asemănătoare de democrație au existat și în Grecia Antică, la unele popoare de pe teritoriul Germaniei și altele. Peste tot democrația înnăscută era bazată pe legăturile de sânge sau de rudenie, proprietate comună. Ea nu cunoștea foarte bine funcțiile de conducere și de îndeplinire a muncii, nu avea un apărat special de conducere și constrângere. Funcțiile puterii erau limitate. Legăturile dintre oameni erau reglementate de tradiții, obiceiuri, ritualuri și tabuuri. Puterea sfatului și conducătorilor era bazată pe autoritatea morală și susținerea de către unii membri ai tribului, care aveau o autoritate mai mare printre membrii lui. Aceasta era o formă a democrației, destul de primitivă și prestatală sau mai poate fi numită și autoguvernarea comună. 
Odată cu dezvoltarea uneltelor și a procesului muncii s-au mărit și orașele, a apărut tot mai des proprietate privată și accentuarea inegalității sociale. Democrația a înnăscută a fost încetul cu încetul înlăturată ea cedând locul formelor de guvernământ autoritare că monarhia, aristrocrația, oligarhia și tirania. Dar chiar și în decursul mai multor veacuri, în unele țări chiar și pînă în zilele noastre, s-au păstrat unele forme tradiționale democratice  de organizare a guvernării. Tradițiile democratice înnăscute au avut o mare influență la apariția statelor democratice în Grecia și Romă Antică. 
Apariția democrației ateniene, prima formă clasică de democrație. Ea a apărut  în sec.V i.e.n. Începutul dezvoltării democrației ateniene a fost în reformele împăratului Solon care în sec. VI i.e.n. a înfăptuit mari reforme sociale și politice. Ele erau îndreptate spre eliberarea plebeilor de a achita impozitele, căpătarea dreptului de către oameni de a-și alege conducătorul satului sau ținutului, care să poarte răspunderea de ținutul sau în față împăratului. Însă, acești conducători puțeau fi aleși doar din rândurile celor care au achitat toate impozitele de stat și au contribuit la cheltuielile de război, prin urmare doar oamenii bogați. Cu toate că pe timpurile lui Solon democrația în Atena efectuase abia primii păși, ideile de alegere și controlare a conducătorului, acordul benevol de a se supune puterii (și nu unei persoane fizice, ci legii) au căpătat o largă întrebuințare. Mult mai bine însă ele au fost realizate în timpul domniei lui Pericle în sec V i.e.n. Această perioadă se consideră secolul de aur al democrației ateniene. 
Pericle era în fruntea conducerii ateniene și era considerat un conducător popular (sau pentru popor ). Un om cu inteligență rar întâlnită, un orator foarte iscusit și nu mai rău în plan politic, era un rival de temut al tiraniei, socotită de el că guvernarea minorității asupra majorității. Acestei minorități el i-a impus idealul lui cu privire la organizarea socială ase cheamă această organizare democratică a scria Pericle a deoarece ea se bazează nu pe minoritatea cetățenilor, ci pe majoritate. În legătură cu interesele personale legea noastră acordă egalitatea tuturor cetatenilor”. Reformele înfăptuite sub conducerea lui prevedeau împărțirea egală a puterii printrr toți cetățenii liberi.(În rîndurile lor nu intrau robii,femeile și cetățenii veniți din alte state) 
Republica Atena ne prezintă în special forma democrației colectiviste asupra căreia vom reveni mai tîrziu. Cetățenii uniți erau cointeresati în păstrarea  privilegiilor acordate de stat în special la stăpânirea robilor care erau considerați comuni. Statul era compus din clase sociale care erau bazate pe apartenență etică și religioasă. Între indivizi și grupuri sociale de obicei nu apăreau conflicte serioase, deoarece nu era o împărțire exactă a vieții personale de cea socială. Individul decidea singur cât este de rațională participarea lui în treburile sociale și statale, între care ei nu făceau nici o diferență. El se identifică ușor cu polișul și deciziile primate și se consideră la fel de liber în calitatea unei părți organice a unui tot întreg. Acest fenomen după părerea teoreticianului liberal Benjamin Konstan, era o libertate colectivă care: a totodată în realizarea anumitor funcții a puterii supreme, care la rândul sau a fost luată că tot întreg, discutarea problemelor legate de pace și de război în locurile publice, încheierea tratatelor cu străinii, votarea legilor, controlul cheltuielilor și acțiunilor magistraților, publicarea, dar și condamnarea sau îndreptățirea acțiunilor lor. Dar totodată ceea ce oamenii antici numeau, permitea însă supunerea totală a individului față de societate ca îmbinată cu formă colectivă a libertății. Toate acțiunile particulare se aflau sub o strictă supraveghere. Propria independență nu se reflectă nici în opinia, nici, cu atât mai mult, în ceea ce privește interesele reale a persoanei. Supunerea fără obiecții a individului polișului nu însemna că democrația ateniană nu avea conflicte interioare. Astfel de conflicte apăreau periodic, în primul rând înăuntrul claselor, bogații avându-se de o parte a conflictului, iar săracii de cealaltă parte. Pe timpul lui Pericle, neînțelegerea dintre ei era clarificată cu ridicarea socială a săracilor și mărirea considerabilă a clasei de mijloc. 
Încă din antichitate, există ipoteză că clasa de mijloc se prezenta ca suport al democrației. Aristotel scria: a,, statul constituit din oamenii de mijloc va avea cea mai bună organizare statală". După părerea lui, o numeroasă clasă mijlocie unește societatea, transformă despicarea cetățenilor în grupuri de interese comune și în așa mod stabilizează statul. Puterea majoritară va fi cea mai bună formă de guvernare doar atunci cînd ea nu va mai fi compusă din săraci, ci din clasă mijlocie, cumpătată în năravurile și pretențiile oamenilor către stat. Această formă de guvernământ Aristotel o numea apoliteia”. 
În legătură cu schimbările esențiale a clasei mijlocii, s-a dovedit a fi atât înflorirea cât și decăderea democrației ateniene. Despre aceasta, ne arată următoarele fapte: a În anul 480 i.e.n. din 30000 de cetățeni 20000 erau din clasa de mijloc. Către sfârșitul epocii lui Pericle (apr. anul 429 i.e.n.) clasa mijlocie constituia doar 20000 din 42000 de cetățeni. Prin urmare, la căderea democrației ateniene (apr. anul 350 i.e.n.) clasa muncitoare constituia un raport de 12000 împotriva a 29000 aa¢ ceea ce a dus la transformarea democrației în puterea celor săraci sau aohlocratia”. 
Participarea la conducere, democrația ateniana a avut grijă de formarea unor condiții reușite de participare a cetățenilor în conducerea treburilor statului. Mulțumită folosirii muncii robilor (fiecare familie avea de la unul la 10 robi) cetățenii aveau pentru aceasta destul timp. În afară de asta, cei săraci primeau ajutoare din partea statului. Prin acest mod, toți erau asigurați cu timp liber pentru a se ocupă de problemele societății. Părerea societății, de asemenea, influența părerea politică a poporului socotind participarea lui la viață politică ca singura îndeletnicire de vază a cetățeanului atenian. Toate aceste fapte ne permit să caracterizăm modelul  antic de a puterea poporului” că o dominație nemijlocit socială. 
În polișul atenian, nemijlocit domnea democrația directă, principală instituție a puterii fiind aadunarea populară”. În cadrul acestei adunări fără anumite grupări sociale ca: parlament, partid, birocrație, se forma voința comună, se adoptau legi, se luau decizii. Puterea adunării poporului nu era de nimic limitată și era prezentă chiar și în viață personală a indivizilor. Atât timp cât adunarea poporului se afla sub influența unor conducători cu o așa autoritate ca Pericle, și conflictele dintre bogați și săraci se rezolvau cu ușurință. Dar, odată cu schimbarea autorității, și mărimea bunurilor posedate de indivizi, s-a întărit și influența sărăcimii asupra conducerii ducând la căderea Atenei, care la rândul sau a luat calea ohlocratiei și tiraniei majorității. Făcătorii de legi în numele majorității au devenit puterea supremă. Ei luau hotărârile în privință prețurilor pieței, conduceau acțiunile militare condamnând la moarte conducătorii militari pentru înfrângerile suferite în diferite campanii. Tot mai întâlnite erau răfuielile celor săraci cu bogații, cu fețele bisericești și filozofii, ca exemplu clasic servindu-ne soartă marelui filozof Socrate, care a fost otrăvit de cetățenii Atenei, cu fiertura de cucută. Cotitura oligarhica din anii 411 i.e.n a marcat începutul perioadei de instabilitate și de lichidare lentă a democrației că formă de guvernamînt. 

## Democrația modernă
Democrația liberară clasică a Sistemele democratice care sunt intilnite în zilele noastre își au rădăcinile spre sfârșitul secolului XVIII a începutul secolului XIX sub influența directă și multilaterală a liberalismului. Meritele liberalismului în dezvoltarea gândirii atât politice, cât și democratice sunt destul de mari. Aceste idei politice au apărut sub lozincă libertății individului și separarea ei de tirania statală. 
Liberalismul, pentru prima oară în istoria gândirii social-politice, a separat individul de societate și stat în două sfere autonome: statul și societatea civilă, a limitat sferă constituțională și sfera instituțională a acțiunilor statului asupra cetățenilor și a vieții lor personale, a apărat autonomia și drepturile minorității în comparație cu majoritatea, a propus egalitatea politică a tuturor cetățenilor. 
Patria ideilor liberale este în primul rând Anglia. Încă din secolele medievale când pe continentul european era la putere absolutismul, englezii au reușit să limiteze puterea monarhului. Punctul de pornire al liberalismului englez datează încă din anul 1215, când în Anglia a apărut prima schița a constituției: ''Magna Charta Libertatum”. Această charta, era încă departe de democrație și limita puterea monarhului doar în folosul aristocrației. Dar, în ea se prevedea și dreptul cetățeanului la libertate și securitate, iar nici un om liber nu trebuie arestat, închis sub pază, deposedat de bunurile personale, înjosit, prigonit sau pedepsit cu alte mijloace decât cele prevăzute de lege”. De acum în secolul XIV, în Anglia, există parlamentul, care în anul 1689, odată cu adoptarea  "Declarației Drepturilor", a primit drepturi legale definitive de activitate. Dar, acestei țări i-au trebuit încă 200 de ani pentru democratizarea parlamentului. 
Ideile și practicile liberalismului mult timp nu au convins cu democrația ca teorie și mișcare. Ideologii liberalismului timpuriu ca John Locke, Charl-lui, Montesquieu și alții, erau concentrați nu în a obține și a asigura toți cetățenii cu drepturi politice egale, ci se stăruiau să izoleze și să micșoreze clasă proprietarilor și aristrocrației de la influența asupra deciziilor luate de către monarh. 
Atitudinea luată de către liberalism față de masele populare, a afectat desigur democrația liberală de limitare a puterii cu ajutorul drepturilor individuale și principiul democratic al suveranității poporului. În întregime acest model de democrație în varianta lui clasică (sec.XIX a inc.sec.XX) are următoarele trăsături caracteristici: 
- Identificarea poporului ca subiect al puterii și în special bărbații, excluzându-se păturile de jos, în primul rând muncitorii inaimiti dar totodată și femeile din numărul cetățenilor cu drept de vot. În mai multe sisteme democratice din Vest, în prima jumătate a sec. XX s-au păstrat bogățiile și alte valori ca condiții necesare fără care omul nu avea dreptul la vot.
- Individualitatea, recunoașterea personalității ca primul, și cel mai important izvor al puterii, prioritatea individului asupra legilor de stat. Dreptul la personalitate în întregime este conținut în constituție, îndeplinirea căreia este controlată de curtea supremă.
- Caracterul democratic formal cu înțeles politic îngust, înțelegerea libertății ca lipsă de obligațiuni. Spre deosebire de democrația antică, libertatea aici se interpretează nu ca egală, libertate de a activa la viață politică a statului, dar ca un drept individual pasiv de a fi protejat de implicarea din partea statului și a altor persoane străine.
- Parlamentarismul, ca formă de conducere și influență politică. După cum scria sir John Dalberg-Acton, lecția data de democrația ateniana ne invata că conducerea întregului popor, conducerea de întreaga clasă numeroasă și atotputernică este la fel de rea că monarhia absolută”.
- Limitarea competenței și sferei de acțiuni a statului în privință securității și ordinii publice, securitatea și dreptul cetățeanului, neimplicarea lui în treburile comunității publice, economice, sociale și procesele religioase.
- Împărțire puterii, formarea.
- Limitarea puterii majoritatiii asupra minorității, asigurarea autonomiei și libertății individuale și colective. Minoritatea este obligată să se supună majorității doar în limitele unor situații, în rest ea este complet liberă. Minoritatea are dreptul la opinie proprie care nu încurcă la luarea deciziilor de către majoritate.

Acestea și alte trăsături a democrației liberale, ne demonstrează că ea a făcut un pas în eliberarea omului și recunoașterea drepturilor lui.  
Dar, în același timp, acest model de democrație în variantă lui clasică, este departe de democrația ideală. 
Ca neajunsuri ale democrației clasice de obicei se evidențiază: 
- Limitarea claselor sociale. Asemănător cu democrația antică, ea nu se bazează pe majoritatea locuitorilor: proletari, alte pături sociale joase, femei și de aceea nu este puterea poporului în întregul sens a cuvântului.
- Formalitatea și ca urmare, declarea democrației pentru săraci, paturilor sociale neasigurate, transformarea ei din puterea poporului în întrecerea sacilor cu bani. Nebazarea democrației pe procesele economice și sociale duce la sporirea conflictelor sociale și nu satisface interesele cetățenilor.
- Limitarea cetățenilor în participarea la viață politică a statului.